# Dicerca tuberculata
Dicerca tuberculata – gatunek chrząszcza z rodziny bogatkowatych i podrodziny Chrysochroinae.
Gatunek ten opisali w 1837 roku Francis de Laporte de Castelnau i Hippolyte Louis Gory jako Buprestis tuberculata.
Chrząszcz o umiarkowanie wypukłym ciele długości od 14,7 do 19 mm u samców i od 12,9 do 19 mm u samic. Ubarwiony jest zielonkawo do miedzianego z czarnymi częściami łysymi. Czułki ma o drugim członie znacznie krótszym od trzeciego. Głowę ma spłaszczoną, grubo punktowaną, z nieregularnymi wyniosłościami poprzecznymi na czole i dwoma podłużnymi na ciemieniu. Przedplecze ma krawędzie boczne stopniowo rozszerzone za środkiem długości. Wyniosłości przedplecza i pokryw wyraźne i umiarkowanej wysokości. Pokrywy są krótko owłosione z wierzchołkami ściętymi lub całobrzegimi. Samce bez zęba na goleniach odnóży środkowej pary. Samice charakteryzuje całobrzega i spiczasta krawędź wierzchołkowa ostatniego z widocznych sternitów odwłoka.
Owad podawany z Kanady (Nowa Szkocja, Nowy Brunszwik, Ontario, Quebec) i Stanów Zjednoczonych (Connecticut, Karolina Północna, Maine, Michigan, New Hampshire, Nowy Jork, Pensylwania, Wirginia). Larwy rozwijają się w sosnach Banksa, świerku białym, jodle balsamicznej i modrzewiu amerykańskim. Składanie jaj odnotowano także na choinie kanadyjskiej i żywotniku zachodnim.